# Ulysses Fagundes Neto
Ulysses Fagundes Neto (São Paulo, 16 de setembro de 1944) é um professor e médico brasileiro, ex-reitor da Universidade Federal de São Paulo.
É pós-doutorado pela Universidade Cornell em pediatria. Graduado em medicina pela Escola Paulista de Medicina (Universidade Federal de São Paulo) em 1970, possui doutorado em pediatria (1977) e Gastroenterologia (1971) pela mesma instituição. Foi professor titular da Escola Paulista de Medicina e reitor da Universidade Federal de São Paulo entre 2003 a 2008.